# Bláznivá střela – Amerika v ohrožení
Bláznivá střela – Amerika v ohrožení (nebo Big Fat Important Movie) je americký komediální film režírovaný Davidem Zuckerem. Ve filmu se objevili Jon Voight (Půlnoční kovboj), Leslie Nielsen (Bláznivá střela) a Dennis Hopper (Apokalypsa, Bezstarostná jízda). Film míchá motiv vánoční koledy (A Christmas Carol) a postoje Michaela Moora.

## Děj
Liberální (americký význam) aktivista a filmař Michael Malone (Kevin Farley) se zasazuje o ukončení Dnu nezávislosti v USA. Paradoxně, Michaelův synovec je voják, který se má co nevidět přemístit do Perského zálivu. Poté, co převezme cenu Leni Riefenstahlové za svůj dokumentární film Die, You American Pigs na ceremoniálu, který moderuje Paris Hilton, se setká v tváří v tvář s Johnem F. Kennedym, který se ho (společně s dalšími osobnostmi americké historie) snaží přesvědčit, že je na špatné cestě.

## Obsazení
- Kevin Farley jako Michael Malone
- Kelsey Grammer jako General George S. Patton
- Robert Davi jako Aziz
- Serdar Kalsın jako Ahmed
- Sammy Sheik jako Fayed
- Geoffrey Arend jako Mohammed
- Jon Voight jako prezident George Washington
- James Woods jako Todd Grosslight
- Chriss Anglin jako prezident John F. Kennedy
- Leslie Nielsen jako stařík
- Jillian Murray jako Heather
- Dennis Hopper jako Judge Clarence Henderson
- Kevin Sorbo jako George Mulrooney
- Travis Schuldt jako Josh
- Trace Adkins jako Angel of Death / cameo
- Bill O'Reilly - cameo
- David Alan Grier jako Rastus Malone
- Gary Coleman jako otrok
- Mary Hart - cameo role
- Fred Travalena jako prezident Jimmy Carter